# Bonanseja mexicana
Bonanseja mexicana är en svampart som beskrevs av Sacc. 1906. Bonanseja mexicana ingår i släktet Bonanseja, ordningen Rhytismatales, klassen Leotiomycetes, divisionen sporsäcksvampar och riket svampar.   Inga underarter finns listade i Catalogue of Life.